# Steffen Wilmking

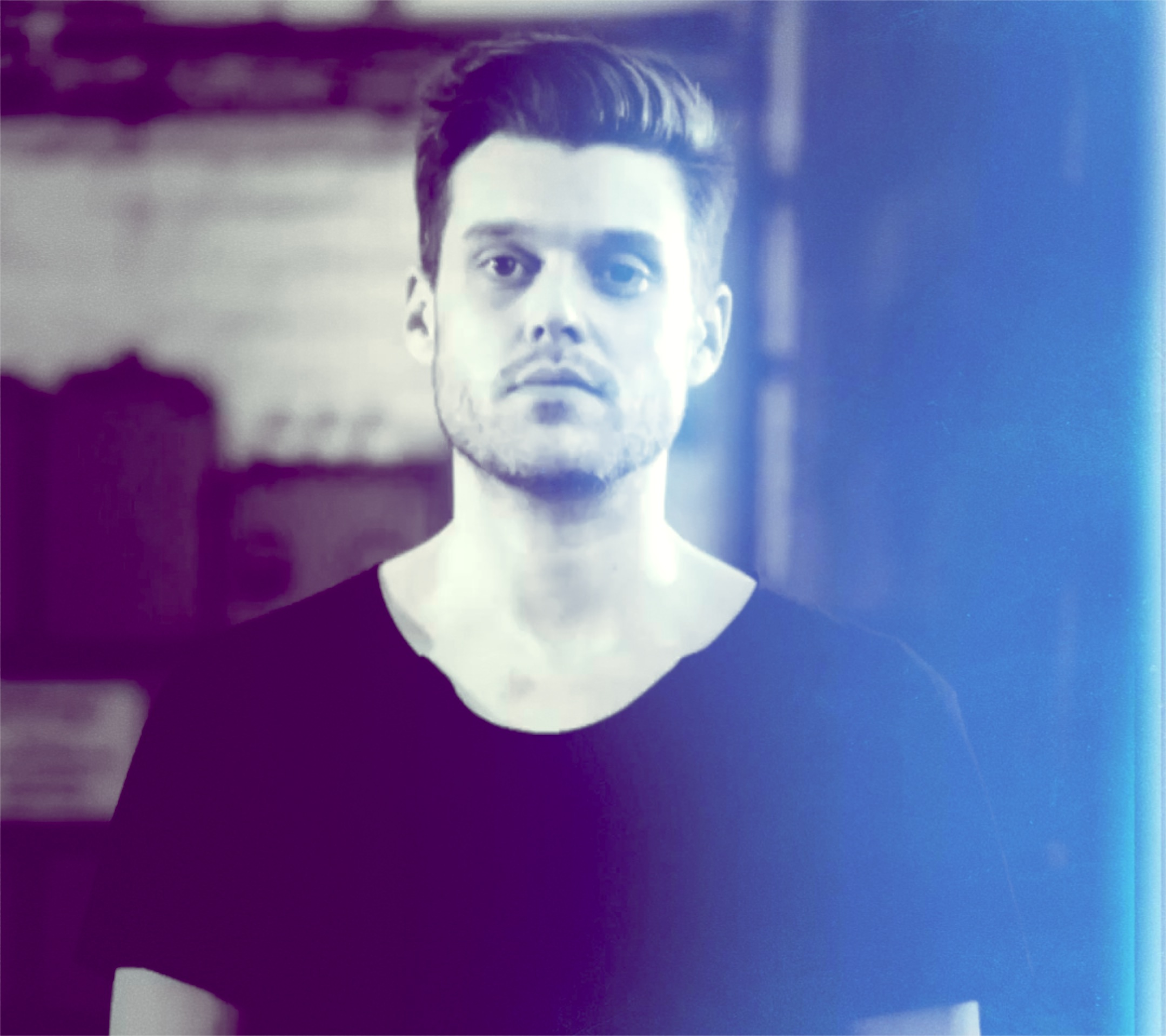
Steffen „Steddy“ Wilmking

Steffen „Steddy“ Wilmking (* 1976) ist ein deutscher Musikproduzent, Schlagzeuger, Multiinstrumentalist, Mixing- und Masteringengineer und Labelinhaber. Er begann seine Karriere als Gründungsmitglied der Band Thumb und ist Schlagzeuger der Künstler H-Blockx und SSIO. 2011 produzierte er für Four Music das Platin-ausgezeichnete Nummer-eins-Album XOXO von Casper. Steddy leitet zusammen mit Keshav Purushotham das Musiklabel Papercup Records.

## Biographie

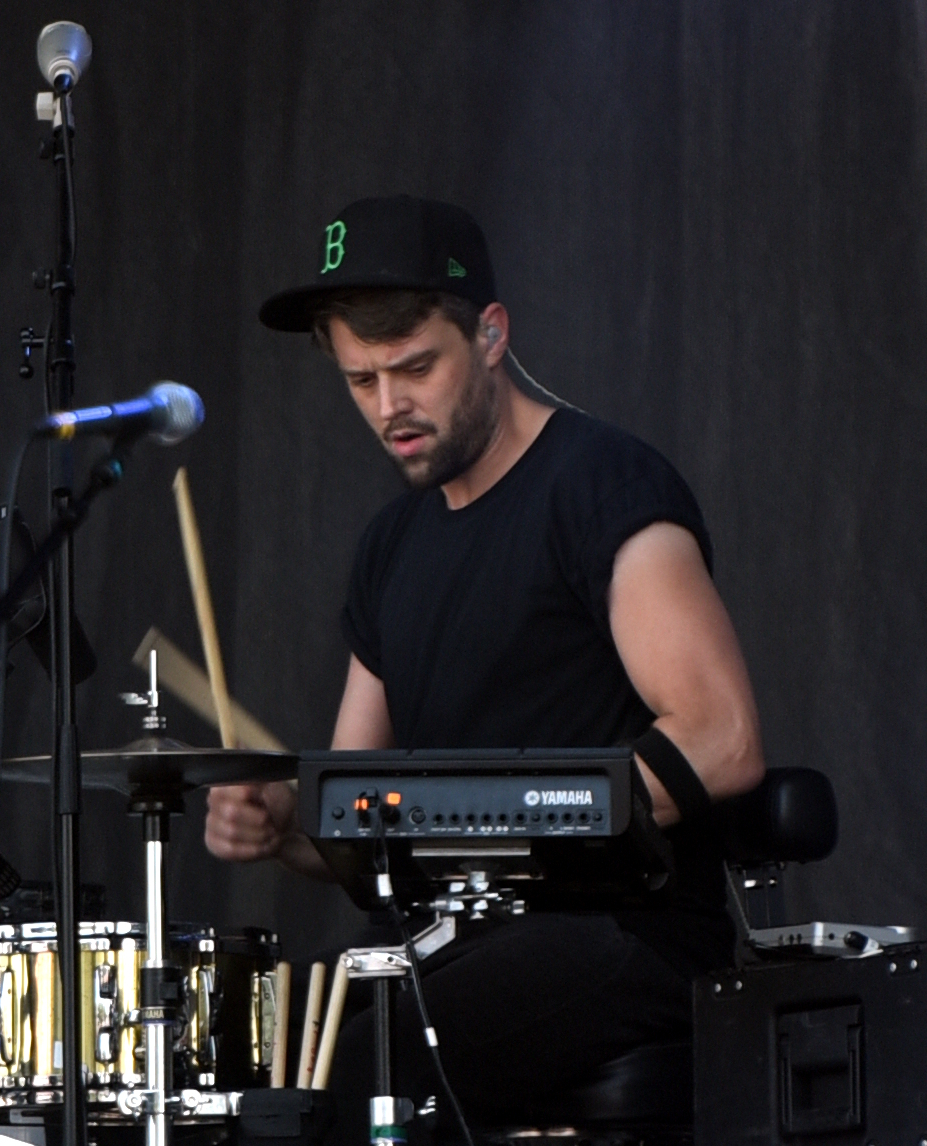
Wilmking mit den H-Blockx beim Open Flair 2015

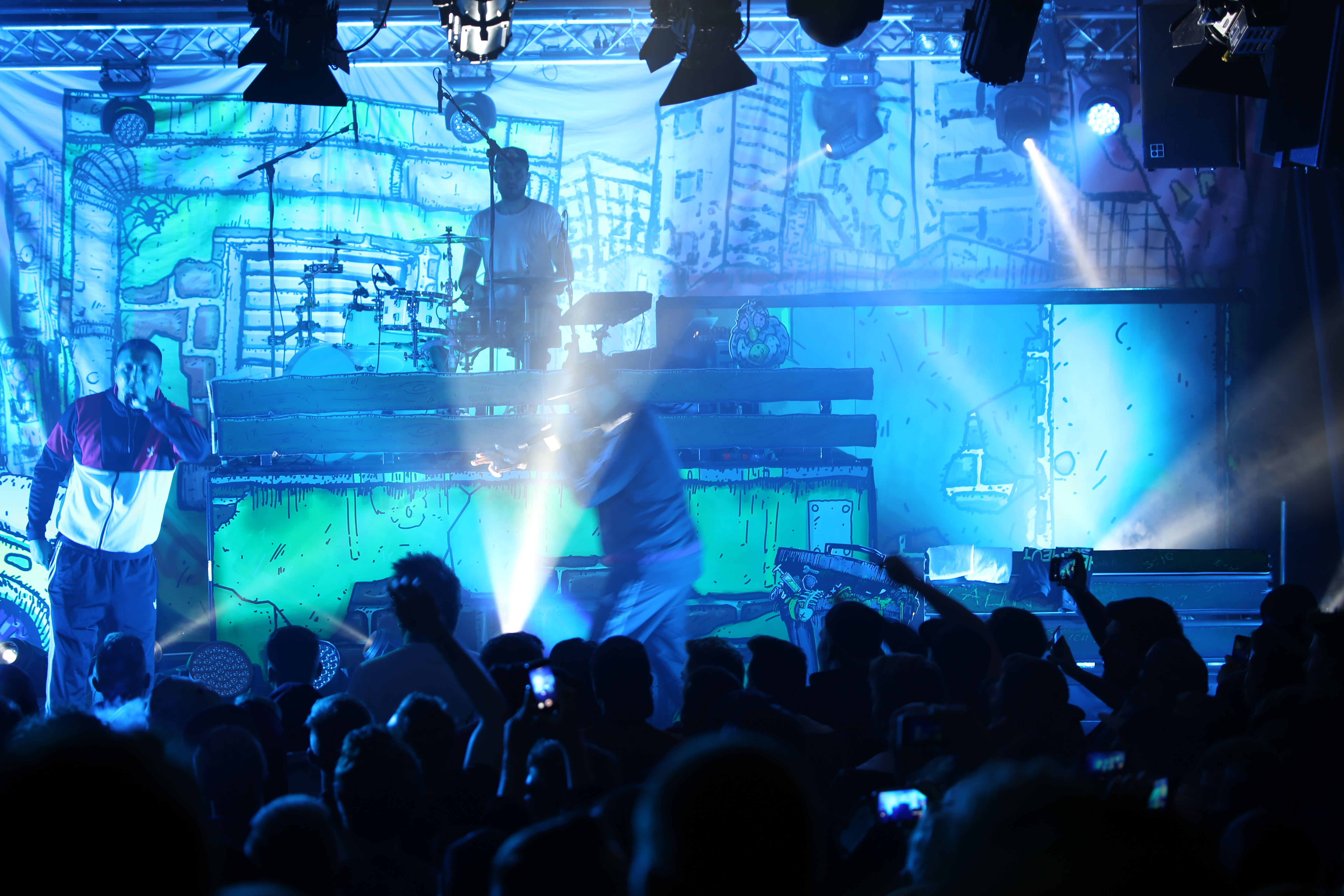
„Steddy“ mit SSIO 2016 in Kempten

Bereits im Alter von fünf Jahren erhielt Wilmking Schlagzeugunterricht. Sein Vater Volker Wilmking war selbst Musiker und Musikalienhändler. Es folgten erste Bands und Aufnahme-Experimente mit seinem 4-Spur-Kassettenrecorder. 1993 gründete er gemeinsam mit Axel Hilgenstöhler (Gitarre) die Band Thumb, die stilistisch im Progressive Hardcore/Crossover einzuordnen war. 1995 nahm die EMI die Band unter Vertrag. Der Veröffentlichung ihres Debütalbums Thumb (1995) folgten Tourneen durch Europa und die USA sowie zwei weitere Alben (Exposure (1997) und 3 (2001)). Parallel dazu begann Wilmking zu dieser Zeit, mit Sampler und Computer an ersten eigenen Produktionen zu arbeiten.
Im Jahr 1999 spielte Wilmking erstmals bei H-Blockx. Er begleitete die Band für mehrere Monate in den USA und blieb anschließend für zwei Jahre fester Gastdrummer. 2003 stieg er schließlich als festes Bandmitglied ein und veröffentlichte mit den H-Blockx bis heute vier Alben, bei denen er auch als Songwriter und Produzent in Erscheinung trat (z. B. Countdown to Insanity, Cliché u. a.). Er begann nun auch mit anderen Künstlern im Studio zu arbeiten, nach ersten Produktions- und Mixingtätigkeiten für die Donots (Gun Records/Sony Music) produzierte er Hip-Hop-Beats für u. a. Bushido (Ersguterjunge/Sony Music), Olli Banjo (Echte Musik) und Chakuza (zu der Zeit: Ersguterjunge/Sony Music). Bei der Produktion des H-Blockx-Albums Open Letter To A Friend (X-Cell Records/Universal Music) im Jahr 2007 entwickelte sich eine enge Zusammenarbeit mit Andreas Herbig.
In den folgenden Jahren verfeinerte Wilmking seinen Produktionstil, welcher im Hip-Hop und Indie anzusiedeln ist und schließlich im Jahr 2010 in der Albumproduktion Timid Tiger & The Electric Island für Timid Tiger (Columbia/Sony Music) seinen Ausdruck fand. 2009 stieg er als Drummer und festes Bandmitglied bei Timid Tiger ein. 2011 folgte die Zusammenarbeit mit dem Rapper Casper. Wilmking produzierte das Album XOXO (Four Music/Sony), das von 0 auf 1 in die deutschen Album-Charts einstieg und mit der 1-Live-Krone als bestes Album und dem Echo in der Kategorie Bestes Urban Album national ausgezeichnet wurde. Das Album wurde im Herbst 2013 mit einer Platinschallplatte ausgezeichnet. Im Frühjahr 2012 erschien das ebenfalls von ihm produzierte und gemixte Timid-Tiger-Album The Streets Are Black (Papercup Records/Indigo).
Anfang des Jahres 2013 beendete Wilmking zusammen mit DJ Stickle die Produktion des im März 2013 veröffentlichten Albums Magnolia von Chakuza (Four Music) und war außerdem an der im Sommer erschienenen EP Dieser eine Song beteiligt. Chakuza wurde 2014 für den Echo nominiert, in der Kategorie Hip-Hop/Urban International. Zusammen mit Ben Bazzazian produzierte er die erste Single You Remember des im Frühjahr 2013 veröffentlichten Gentleman-Albums (Universal). Am 6. Mai 2013 veröffentlichte Thunderbird Gerard die EP T.R.O.U.B.L.E., welche von DJ Stickle, Wilmking und Thunderbird Gerard in der Berliner Krabbe produziert und von DJ Stickle und Wilmking gemixt wurde. Für den deutschen Kinofilm König von Deutschland steuerte Wilmking für die fiktive Band des Films Populismus zwei Songs bei.
Am 27. September 2013 erschien das langerwartete neue Casper Album Hinterland (Four Music), welches direkt nach Veröffentlichung die Spitze der LP-Charts eroberte. Wilmking hat hierfür zwei Songs mitproduziert und einen mitgeschrieben. Wilmking hat Anfang 2015 Produktion und Mix des Debütalbums August des Künstlers Nisse (Four Music) abgeschlossen. Veröffentlichung war im September 2015. Wilmking spielte von 2014 bis 2018 als Schlagzeuger zusammen mit Ole Ortmann und Jan-Hendrik Meyer in der Band And The Hurley Sea. Im Sommer 2018 erschien das Album, The Unknown Arriving der Band. Seit 2016 hat Steddy die musikalische Leitung der Liveshow des Rappers SSIO übernommen, bei der er seitdem auch Schlagzeug spielt. Außerdem war Wilmking 2016 für einige Konzerte mit Nisse auf Tournee. Zusammen mit Nisse produzierte und mischte er die EP Wie ein Mann, die im Februar 2017 auf Four Music erschien. Auch beim im Oktober 2018 erschienenen Nisse Album „Ciao“ hat Steddy die Produktion, das Mixing und Mastering übernommen.
Als Studio- und Livedrummer spielte Wilmking bereits u. a. für Udo Lindenberg, Donots, Pohlmann, Nisse, SSIO, Casper, Olli Banjo, Bushido, Alternative Allstars, Chakuza, Sharaktah u. v. a. Wilmking lebt derzeit in Berlin und arbeitet dort in seinem Studio.
Inzwischen ist Wilmking Inhaber seines eigenen Verlags Luchs Music.
Zusammen mit Keshav Purushotham gründete er 2016 das Label Papercup Records, auf dem im September desselben Jahres als erste Veröffentlichung von Keshavara das gleichnamige Debütalbum erschien. Wilmking war Executive Producer und hat das Album gemischt.
Andere Künstler des Labels sind u. a.: DARGZ, ESCHES, EESE, Soft Saints, Marek Johnson, polypixa, Plasma Hal, VIMES, Boddy & Raquet, Infant Finches, Andrew Collberg, Ray Novacane, Ramesh Shotham, Timid Tiger, ACUA, Roland Kaiser Wilhelm, Limits OF My Mental Constitution, The Sun Set.
2019 wurde zudem das Sublabel A Cup Of Good Hope gegründet. Darauf veröffentlichen u. a. Künstler wie Moonspatz, Mølto, marsquake, Gimme A Break und Steddy unter seinem Pseudonym Yang Nips instrumentale Beats.
2021 gründete Wilmking zusammen mit dem Singer-Songwriter Georg auf Lieder das Sublabel AAa / Am Anfang angekommen, auf dem u. a. die letzten Alben von Georg auf Lieder und zwei EP's des Künstlers SCHRAMM veröffentlicht wurden.

## Diskographie

### Gesamtübersicht
P: Producer / Add P: Additional Production / E: Engineer / M: Mixer / MST: Mastering Engineer / R: Remixer / Comp: Componist / Co-Comp: Co-Componist / ED: Editor / Pro: Programmer / A: Arrangement
/ D: Drummer / B: Bass / G: Guitar
| Jahr | Artist                           | Title                                             | Project                                            | Label                                    | Credits                                    |
| ---- | -------------------------------- | ------------------------------------------------- | -------------------------------------------------- | ---------------------------------------- | ------------------------------------------ |
| 1995 | Thumb                            | Thumb                                             | Album                                              | EMI Electrola                            | D, Co-P, Co-Comp                           |
| 1997 | Thomas D                         | Thomas D Is Ill                                   | Albumtrack „Solo“                                  | Four Music                               | D, Co-Comp                                 |
| 1998 | Thumb                            | Exposure                                          | Album                                              | EMI Electrola                            | D, Co-P, Co-Comp                           |
| 2000 | Alternative Allstars             | Supersonic Me (Piano Remix)                       | EP                                                 | Gun Supers/Sony Music                    | P, M                                       |
| 2000 | Alternative Allstars             | Supersonic Me (Remix)                             | EP                                                 | Gun Supers/Sony Music                    | P, M                                       |
| 2001 | Thumb                            | 3                                                 | Album                                              | EMI Electrola                            | D, P, Co-Comp                              |
| 2002 | H-Blockx                         | Lost My Mind                                      | Albumtrack „Get In The Ring“                       | X-Cell Records/Universal Music           | D                                          |
| 2002 | H-Blockx                         | Ring Of Fire                                      | Single                                             | X-Cell Records/Universal Music           | D                                          |
| 2002 | H-Blockx                         | You're The One                                    | Albumtrack „Get In The Ring“                       | X-Cell Records/Universal Music           | D                                          |
| 2004 | Alternative Allstars             | 110 % Rock                                        | Album                                              | Steamhammer                              | D                                          |
| 2006 | Donots                           | Duck And Cover                                    | Albumtrack „The Story So Far – Ibbtown Chronicles“ | Gun Records/Sony Music                   | P, M, Mastering                            |
| 2006 | Donots                           | Play Dead                                         | Albumtrack „The Story So Far – Ibbtown Chronicles“ | Gun Records/Sony Music                   | P, M, Mastering                            |
| 2006 | H-Blockx                         | No Excuses                                        | Album                                              | X-Cell Records/Universal Music           | D, P                                       |
| 2006 | Mas Ruido                        | Choose                                            | Album                                              | Universal Music                          | D                                          |
| 2006 | Pohlmann                         | Wenn Die Nacht Beginnt                            | Albumtrack „Zwischen Heimweh und Fernsucht“        | Virgin/EMI Music                         | D                                          |
| 2006 | Pohlmann                         | Zurück Zu Dir                                     | Albumtrack „Zwischen Heimweh und Fernsucht“        | Virgin/EMI Music                         | D                                          |
| 2006 | Pohlmann                         | Zwischen Heimweh und Fernsucht                    | Albumtrack „Zwischen Heimweh und Fernsucht“        | Virgin/EMI Music                         | D                                          |
| 2007 | Bushido                          | 7 – Intro                                         | Live-DVD                                           | Ersguterjunge/Sony Music                 | P, M, Co-Comp                              |
| 2007 | Bushido                          | Regenbogen, Gibt es Dich                          | Albumtracks „7“                                    | Ersguterjunge/Sony Music                 | P, Co-M, Co-Comp                           |
| 2007 | H-Blockx                         | Bring It On                                       | Albumtrack „OLTAF“                                 | X-Cell Records/Universal Music           | D, Co-P, Co-M, Co-Comp                     |
| 2007 | H-Blockx                         | Countdown To Insanity (Remix)                     | Albumtrack „OLTAF“                                 | X-Cell Records/Universal Music           | P, M                                       |
| 2007 | H-Blockx                         | Enemy                                             | Albumtrack „OLTAF“                                 | X-Cell Records/Universal Music           | D, Co-P, Co-M, Co-Comp                     |
| 2007 | H-Blockx                         | Open Letter To A Friend                           | Album                                              | X-Cell Records/Universal Music           | D, Co-P, Co-M, Co-Comp                     |
| 2007 | H-Blockx                         | Ordinary Man                                      | Albumtrack „OLTAF“                                 | X-Cell Records/Universal Music           | D, Co-P, Co-M, Co-Comp                     |
| 2007 | H-Blockx                         | Selfconversation                                  | Albumtrack „OLTAF“                                 | X-Cell Records/Universal Music           | D, Co-P, Co-M, Co-Comp                     |
| 2007 | H-Blockx                         | Stay                                              | Albumtrack „OLTAF“                                 | X-Cell Records/Universal Music           | D, Co-P, Co-M, Co-Comp                     |
| 2008 | Chakuza                          | Intro                                             | Albumtrack „Unter Der Sonne“                       | Ersguterjunge/Sony Music                 | P, D, Co-M, Co-Comp                        |
| 2008 | Chakuza                          | Unter Der Sonne                                   | Single                                             | Ersguterjunge/Sony Music                 | P, D, Co-M, Co-Comp                        |
| 2008 | Udo Lindenberg                   | Mein Ding                                         | Single                                             | Starwatch/Warner                         | D                                          |
| 2009 | Miss Platnum                     | She Moved In (Timid Tiger Remix)                  | Albumtrack „The Sweetest Hangover“                 | Four Music/Sony                          | P, M, Co-Comp                              |
| 2009 | Olli Banjo & Jonesmann           | Der Himmel Zieht Zu                               | Albumtrack „Zwei Fäuste Für Ein Halleluja“         | Echte Musik                              | D, P, Co-Comp                              |
| 2009 | Timid Tiger                      | Miss Murray                                       | EP Track „Electric Island“                         | Columbia Berlin                          | P, M                                       |
| 2009 | Timid Tiger                      | Wake The Dead                                     | EP Track „Electric Island“                         | Columbia Berlin                          | P, M, Co-Comp                              |
| 2010 | Juli                             | Süchtig                                           | Albumtrack „In Love“                               | Universal Music                          | M                                          |
| 2010 | Timid Tiger                      | The Gardener                                      | Albumtrack „Timid Tiger & The Electric Island“     | Columbia Berlin                          | D, P, M, Co-Comp                           |
| 2010 | Timid Tiger                      | Timid Tiger & The Electric Island                 | Album                                              | Columbia Berlin                          | P, M, Co-Comp                              |
| 2011 | Bay C                            | Bombrush Affiliates                               | Single                                             | Kingstone                                | D, P, M, Co-Comp                           |
| 2011 | Casper                           | Arlen Griffey                                     | Albumtrack „XOXO“                                  | Four Music                               | P, M, Co-Comp                              |
| 2011 | Casper                           | Auf Und Davon                                     | EP                                                 | Four Music                               | D, P, M, Co-Comp                           |
| 2011 | Casper & Cro feat. Timid Tiger   | Nie Auf                                           | -                                                  | -                                        | D, P, M, Co-Comp, Mastering                |
| 2011 | Casper                           | Die letzte Gang der Stadt                         | Albumtrack „XOXO“                                  | Four Music                               | B, P, M, Co-Comp                           |
| 2011 | Casper                           | So Perfekt                                        | EP                                                 | Four Music                               | P, M, Co-Comp                              |
| 2011 | Casper                           | XOXO                                              | Album                                              | Four Music                               | P, M                                       |
| 2012 | H-Blockx                         | Can't Get Enough                                  | Single                                             | Show You A Trick/Embassy of Music/Warner | D, Co-P, Co-Comp                           |
| 2012 | H-Blockx                         | HBLX                                              | Album                                              | Show You A Trick/Embassy of Music/Warner | D, Co-Comp                                 |
| 2012 | H-Blockx                         | Hi Hello (LF& Remix)                              | EP                                                 | Show You A Trick/Embassy of Music/Warner | Mastering                                  |
| 2012 | H-Blockx                         | Love Can't Say                                    | Single                                             | Show You A Trick/Embassy of Music/Warner | D, Co-Comp                                 |
| 2012 | Nneka                            | Shining Star (Remixes)                            | Shining Star (Jig Rig Remix)                       | Four Music/Sony                          | P, D, M                                    |
| 2012 | Timid Tiger                      | Calm Yourself                                     | Albumbonustrack                                    | Papercup Records/Indigo                  | D, P, M, Co-Comp, Mastering                |
| 2012 | Timid Tiger                      | The Streets Are Black                             | Album                                              | Papercup Records/Indigo                  | D, P, M, Co-Comp                           |
| 2013 | Casper                           | Lux Lisbon                                        | Albumtrack „Hinterland“                            | Four Music                               | Co-P, G                                    |
| 2013 | Casper                           | Nach der Demo ging's bergab                       | Albumtrack „Hinterland“                            | Four Music                               | Co-P, Co-Comp                              |
| 2013 | Chakuza                          | Dieser Eine Song (Album Version)                  | EP Track „Dieser Eine Song“                        | Four Music                               | P, G, D, Co-Comp                           |
| 2013 | Chakuza                          | Dieser Eine Song (Album Version)                  | EP Track „Dieser Eine Song“                        | Four Music                               | P, G, D, Co-Comp                           |
| 2013 | Chakuza                          | Dieser Eine Song (Dieser Eine Remix)              | EP Track „Dieser Eine Song“                        | Four Music                               | P, M, D, Keys, Co-Comp                     |
| 2013 | Chakuza                          | Hip Hop Hurra                                     | EP Track „Dieser Eine Song“                        | Four Music                               | P, G, D, M, Co-Comp                        |
| 2013 | Chakuza                          | Magnolia                                          | Album                                              | Four Music                               | P, Comp, Co-Comp, M (9 Tracks), E, D, B, G |
| 2013 | Chakuza                          | Theater feat. Jonathan Walter                     | EP Track „Dieser Eine Song“                        | Four Music                               | P, M, Keys, Co-Comp                        |
| 2013 | Chakuza                          | Theater feat. Jonathan Walter                     | EP Track „Dieser Eine Song“                        | Four Music                               | P, M, Keys, Co-Comp                        |
| 2013 | Gentleman                        | You Remember                                      | Single                                             | Universal Music                          | P, Co-Comp, B, G                           |
| 2013 | Populismus                       | Dieses Land                                       | „König von Deutschland“ (Film)                     | Zorro                                    | P, D, Comp                                 |
| 2013 | Populismus                       | Ziel Erreicht                                     | „König von Deutschland“ (Film)                     | Zorro                                    | P, D                                       |
| 2013 | Thunderbird Gerard               | Bad Bee                                           | EP Track „T.R.O.U.B.L.E.“                          | ---                                      | P, Co-Comp, M, Mastering                   |
| 2013 | Thunderbird Gerard               | London Is A Bitch                                 | EP Track „T.R.O.U.B.L.E.“                          | ---                                      | G, Co-Mix, Mastering                       |
| 2013 | Thunderbird Gerard               | Trouble                                           | EP Track „T.R.O.U.B.L.E.“                          | ---                                      | P, Co-Comp, G, M, Mastering                |
| 2013 | Thunderbird Gerard               | Victory Part II                                   | EP Track „T.R.O.U.B.L.E.“                          | ---                                      | Co-P, M, Mastering                         |
| 2013 | Tonbandgerät                     | Auf Drei                                          | Albumtrack „Heute ist für immer“                   | Universal Music                          | P, M                                       |
| 2014 | Chakuza & RAF Camora             | Kopf Der Boss                                     | Albumtrack „Zodiak“                                | Indipendenza                             | Co-P, Co-Comp                              |
| 2014 | Chakuza & RAF Camora             | Ruhe nach dem Sturm                               | Albumtrack „Zodiak“                                | Indipendenza                             | Co-P, Co-Comp                              |
| 2014 | Gentleman                        | You Remember                                      | Albumtrack „MTV Unplugged“                         | Universal Music                          | Co-Comp                                    |
| 2014 | Haftbefehl                       | Seele                                             | Albumtrack „Russisch Roulette“                     | Universal Music                          | P, Co-Comp                                 |
| 2015 | Nisse                            | August                                            | Album                                              | Four Music                               | P, M, Co-Comp, G, B, D                     |
| 2016 | Keshavara                        | Keshavara                                         | Album                                              | Papercup Records                         | P, M, A, E                                 |
| 2017 | Nisse                            | Wie Ein Mann                                      | EP                                                 | Four Music                               | P, M, Co-Comp, G, B, D                     |
| 2017 | Yung Hurn                        | Love Hotel                                        | EP                                                 | Life From Earth                          | MST, Add P                                 |
| 2017 | Mia.,Nisse                       | Kreisel 2017                                      | Song                                               | Four Music                               | P, M                                       |
| 2017 | Donots                           | Keiner Kommt Hier Lebend Raus                     | Song                                               | Solitary Man Records                     | M                                          |
| 2017 | Donots                           | Rauschen (Auf Jeder Frequenz)                     | Song                                               | Solitary Man Records                     | M                                          |
| 2017 | Donots                           | Eine Letzte Letzte Runde                          | Song                                               | Solitary Man Records                     | M                                          |
| 2017 | Matthias Schweighöfer            | Auf Uns Zwei Remix                                | Song                                               | PantaSounds                              | M                                          |
| 2017 | Keshavara                        | Introducing Lil Walter                            | Song                                               | Papercup Records                         | M, Co-P, MST                               |
| 2018 | Donots                           | Lauter Als Bomben                                 | Album                                              | Solitary Man Records                     | M                                          |
| 2018 | Philipp Dittberner               | Jede Nacht                                        | Album (5 Songs)                                    | Groenland Records                        | D                                          |
| 2018 | Ramesh Shotham & Madras Special  | here it is.                                       | Album                                              | Papercup Records                         | MST                                        |
| 2018 | Donots                           | Piano Mortale EP                                  | EP                                                 | Papercup Records                         | M                                          |
| 2018 | And The Hurley Sea               | The Unknown Arriving                              | Album                                              | Papercup Records                         | D, P, Co-Comp, E, M, MST                   |
| 2018 | Ray Novacane                     | IDWBLT                                            | Song                                               | Papercup Records                         | MST                                        |
| 2018 | Keshavara                        | Kabinett Der Phantasie                            | Song                                               | Papercup Records                         | M, MST                                     |
| 2018 | Nisse                            | Ciao                                              | Album                                              | Four Music                               | P, Co-Comp, Pro, E, M, G, MST              |
| 2019 | V.A.                             | Songs We Didn't Dare To Put Out                   | Album                                              | Papercup Records                         | Co-M, MST                                  |
| 2019 | Ray Novacane                     | Someone Else                                      | Song                                               | Papercup Records                         | MST                                        |
| 2019 | Keshavara                        | Meerschaum Pipe Raga                              | Song                                               | Papercup Records                         | MST                                        |
| 2019 | Yang Nips & Moonspatz            | Maya                                              | Song                                               | A Cup Of Good Hope                       | P, M, Comp, MST                            |
| 2019 | Gerard                           | Dein Problem                                      | Song                                               | Futuresfuture                            | P, Co.Comp, M, MST                         |
| 2019 | Sir Jude vs Rezar                | Mirror                                            | Song                                               | Juliana Barillaro and Ramon Riezouw      | M, MST                                     |
| 2019 | Keshavara                        | New Jack                                          | Song                                               | Papercup Records                         | M, MST                                     |
| 2019 | Caveman Bless                    | Dope                                              | Song                                               | Papercup Records                         | P, M, Comp, MST                            |
| 2019 | ACUA                             | Head Under Water                                  | Album                                              | Papercup Records                         | MST                                        |
| 2020 | Infant Finches                   | Yellow Tape                                       | Album                                              | Papercup Records                         | MST                                        |
| 2020 | Limits Of My Mental Constitution | Places EP                                         | EP                                                 | Papercup Records                         | M, MST                                     |
| 2020 | Infant Finches                   | Orange Tape                                       | Album                                              | Papercup Records                         | MST                                        |
| 2020 | Afrob                            | Manchmal Hab Ich Wut                              | Song                                               | Starwatch                                | MST                                        |
| 2020 | TWOTEE                           | Viet Gang                                         | Song                                               | CTC Records                              | MST                                        |
| 2020 | Boddy & Raquet                   | The Good Fences EP                                | EP                                                 | Papercup Records                         | MST                                        |
| 2020 | Jenniffer Kae                    | Chamäleonremix - Pinaz Remix                      | Song                                               | FOUR MUSIC PRODUCTIONS                   | M, MST                                     |
| 2020 | Matthias Schweighöfer            | Hobby                                             | Album                                              | Airforce1, Pantasounds                   | M, MST                                     |
| 2020 | Plasma Hal                       | Plasma Hal 1                                      | EP                                                 | Papercup Records                         | MST                                        |
| 2020 | Moonspatz                        | Radio Moonspatz                                   | EP                                                 | A Cup Of Good Hope                       | MST                                        |
| 2020 | Yang Nips                        | Lau Aʻohe eha                                     | EP                                                 | A Cup Of Good Hope                       | P, Comp, M, MST                            |
| 2020 | Plasma Hal                       | Plasma Hal 2                                      | EP                                                 | Papercup Records                         | MST                                        |
| 2020 | Yang Nips & Moonspatz            | Birds Of Manhattan                                | Song                                               | A Cup Of Good Hope                       | P, M, Comp, MST                            |
| 2021 | VIMES                            | Neglect                                           | Song                                               | Papercup Records                         | MST                                        |
| 2021 | Donots                           | Heute Pläne, morgen Konfetti                      | Hörbuch                                            | Grand Hotel van Cleef                    | MST                                        |
| 2021 | Sahana Naresh                    | Shore Out Of Reach                                | EP                                                 | MusiKiste                                | M, MST                                     |
| 2021 | Keshavara                        | Kabinett Der Phantasie                            | Album                                              | Papercup Records                         | M, MST                                     |
| 2021 | Georg Auf Lieder                 | Nackt Am See                                      | Song                                               | AAa / Am Anfang angekommen               | M, MST                                     |
| 2021 | lityway                          | Für Dich (feat. ille & MABU)                      | Song                                               | Epic Records Germany                     | M, MST                                     |
| 2021 | lityway                          | Für Dich (feat. DONDON)                           | Song                                               | Epic Records Germany                     | P, M, MST                                  |
| 2021 | Sharaktah                        | Almost Home EP                                    | EP                                                 | Epic Records Germany                     | P, Co-Comp, M, MST, D, G                   |
| 2021 | DARGZ                            | Lou's Tune                                        | Song                                               | Papercup Records                         | MST                                        |
| 2021 | Sharaktah                        | Almost Home (Live Session)                        | EP                                                 | Epic Records Germany                     | P, Co-Comp, M, MST                         |
| 2022 | Sharaktah                        | Tausend Teile                                     | Song                                               | Epic Records Germany                     | P, Co-Comp, M, MST, G                      |
| 2022 | Sharaktah                        | Outsider                                          | Song                                               | Epic Records Germany                     | P, Comp, M, MST, G                         |
| 2022 | SCHRAMM                          | I made this for myself (I didn’t make it for you) | EP                                                 | AAa / Am Anfang angekommen               | MST                                        |
| 2022 | Andrew Collberg                  | A Modern Act                                      | Album                                              | Papercup Records                         | MST                                        |
| 2022 | MELE                             | Oxycotin                                          | Song                                               | MELE                                     | M, MST                                     |
| 2022 | Betterov, Fatoni                 | Der Teufel steckt im Detail                       | Song                                               | Betterov Recordings / Universal Music    | M                                          |
| 2022 | Lostboi Lino, Sharaktah          | Hal5                                              | Song                                               | Chimperator Productions                  | P, Co-Comp, G, B                           |
| 2022 | MELE                             | Nach Hause                                        | Song                                               | MELE                                     | P, M, MST                                  |
| 2022 | MELE                             | Nach Hause (demo)                                 | Song                                               | MELE                                     | M, MST                                     |
| 2022 | I Salute                         | Was Soll Jetzt Noch Kommen                        | Song                                               | I Salute                                 | Co-P                                       |
| 2022 | Lostboi Lino feat. Sharaktah     | Hal5                                              | Song                                               | Chimperator                              | P, Co-Comp                                 |
| 2022 | Katha Pauer                      | Aber bei dir 1                                    | Song                                               | Katha Pauer                              | MST                                        |
| 2022 | Lostboi Lino                     | Sonnenmond                                        | Song                                               | Chimperator                              | Co-P                                       |
| 2022 | Katha Pauer                      | Boxes                                             | Song                                               | Katha Pauer                              | MST                                        |
| 2022 | MELE                             | Pornos Im Bett                                    | Song                                               | MELE                                     | M, MST                                     |
| 2022 | Katha Pauer                      | Formel 1                                          | Song                                               | Katha Pauer                              | MST                                        |
| 2022 | Thumb                            | Exposure Vinyl LP Re-Edition                      | Album                                              | Universal Music                          | MST                                        |
| 2023 | ESCHES                           | ESCHES                                            | Album                                              | Papercup Records                         | M, MST                                     |
| 2023 | Katha Pauer                      | Raum 37                                           | Song                                               | Katha Pauer                              | MST                                        |
| 2023 | Katha Pauer                      | So bin ich halt / blablabla                       | Song                                               | Katha Pauer                              | MST                                        |
| 2023 | DARGZ                            | Happiness LP                                      | Album                                              | Papercup Records                         | MST                                        |

P: Producer / Co-P: Co-Producer / E: Engineer / M: Mixer / MST: Masterer / R: Remixer / Comp: Componist / Co-Comp: Co-Componist / ED: Editor / Pro: Programmer / A: Arrangement
/ D: Drummer / B: Bass / G: Guitar

### Drummer Diskographie
| Jahr | Artist                         | Title                          | Project                                        | Label                                    |
| ---- | ------------------------------ | ------------------------------ | ---------------------------------------------- | ---------------------------------------- |
| 1995 | Thumb                          | Thumb                          | Album                                          | EMI Electrola                            |
| 1997 | Thomas D                       | Thomas D Is Ill                | Albumtrack „Solo“                              | Four Music                               |
| 1998 | Thumb                          | Exposure                       | Album                                          | EMI Electrola                            |
| 2001 | Thumb                          | 3                              | Album                                          | EMI Electrola                            |
| 2002 | H-Blockx                       | Lost My Mind                   | Albumtrack „Get In The Ring“                   | X-Cell Records/Universal Music           |
| 2002 | H-Blockx                       | Ring Of Fire                   | Single                                         | X-Cell Records/Universal Music           |
| 2002 | H-Blockx                       | You're The One                 | Albumtrack „Get In The Ring“                   | X-Cell Records/Universal Music           |
| 2004 | Alternative Allstars           | 110 % Rock                     | Album                                          | Steamhammer                              |
| 2006 | H-Blockx                       | No Excuses                     | Album                                          | X-Cell Records/Universal Music           |
| 2006 | Mas Ruido                      | Choose                         | Album                                          | Universal Music                          |
| 2006 | Pohlmann                       | Wenn Die Nacht Beginnt         | Albumtrack „Zwischen Heimweh und Fernsucht“    | Virgin/EMI Music                         |
| 2006 | Pohlmann                       | Zurück Zu Dir                  | Albumtrack „Zwischen Heimweh und Fernsucht“    | Virgin/EMI Music                         |
| 2006 | Pohlmann                       | Zwischen Heimweh und Fernsucht | Albumtrack „Zwischen Heimweh und Fernsucht“    | Virgin/EMI Music                         |
| 2007 | H-Blockx                       | Bring It On                    | Albumtrack „OLTAF“                             | X-Cell Records/Universal Music           |
| 2007 | H-Blockx                       | Enemy                          | Albumtrack „OLTAF“                             | X-Cell Records/Universal Music           |
| 2007 | H-Blockx                       | Open Letter To A Friend        | Album                                          | X-Cell Records/Universal Music           |
| 2007 | H-Blockx                       | Ordinary Man                   | Albumtrack „OLTAF“                             | X-Cell Records/Universal Music           |
| 2007 | H-Blockx                       | Selfconversation               | Albumtrack „OLTAF“                             | X-Cell Records/Universal Music           |
| 2007 | H-Blockx                       | Stay                           | Albumtrack „OLTAF“                             | X-Cell Records/Universal Music           |
| 2008 | Chakuza                        | Intro                          | Albumtrack „Unter Der Sonne“                   | Ersguterjunge/Sony Music                 |
| 2008 | Chakuza                        | Unter Der Sonne                | Single                                         | Ersguterjunge/Sony Music                 |
| 2008 | Udo Lindenberg                 | Mein Ding                      | Single                                         | Starwatch/Warner                         |
| 2009 | Olli Banjo & Jonesmann         | Zwei Fäuste Für Ein Halleluja  | Albumtrack „Zwei Fäuste Für Ein Halleluja“     | Echte Musik                              |
| 2010 | Timid Tiger                    | The Gardener                   | Albumtrack „Timid Tiger & The Electric Island“ | Columbia Berlin                          |
| 2011 | Bay C                          | Bombrush Affiliates            | Single                                         | Kingstone                                |
| 2011 | Casper                         | Auf Und Davon                  | EP                                             | Four Music                               |
| 2011 | Casper & Cro feat. Timid Tiger | Nie Auf                        | -                                              | -                                        |
| 2012 | H-Blockx                       | Can't Get Enough               | Single                                         | Show You A Trick/Embassy of Music/Warner |
| 2012 | H-Blockx                       | HBLX                           | Album                                          | Show You A Trick/Embassy of Music/Warner |
| 2012 | H-Blockx                       | Love Can't Say                 | Single                                         | Show You A Trick/Embassy of Music/Warner |
| 2012 | Timid Tiger                    | Calm Yourself                  | Albumbonustrack                                | Papercup Records/Indigo                  |
| 2012 | Timid Tiger                    | The Streets Are Black          | Album                                          | Papercup Records/Indigo                  |
| 2013 | Chakuza                        | Dieser Eine Song               | EP                                             | Four Music                               |
| 2013 | Chakuza                        | Magnolia                       | Album                                          | Four Music                               |
| 2013 | Populismus                     | Dieses Land                    | „König von Deutschland“ (Film)                 | Zorro                                    |
| 2013 | Populismus                     | Ziel Erreicht                  | „König von Deutschland“ (Film)                 | Zorro                                    |
| 2015 | Nisse                          | August                         | Album                                          | Four Music                               |
| 2017 | Philipp Dittberner             | Jede Nacht                     | Album                                          | Groenland Records                        |
| 2021 | Sharaktah                      | Almost Home EP                 | EP                                             | Epic Records Germany                     |
| 2022 | Thumb                          | Exposure Vinyl LP Re-Edition   | Album                                          | Universal Music                          |

### Chart Diskographie
| Jahr | Artist                 | Title                        | Project                                    | Label                                    | Chartplatzierung  |
| ---- | ---------------------- | ---------------------------- | ------------------------------------------ | ---------------------------------------- | ----------------- |
| 1996 | Thumb                  | Encore                       | Album                                      | EMI Electrola                            | Peak: #87         |
| 1997 | Thomas D               | Thomas D Is Ill              | Albumtrack „Solo“                          | Four Music                               | Peak: #20         |
| 1997 | Thumb                  | Exposure                     | Album                                      | EMI Electrola                            | Peak: #52         |
| 2000 | H-Blockx               | Ring Of Fire                 | Single                                     | X-Cell Records                           | Peak: #13         |
| 2001 | Thumb                  | 3                            | Album                                      | EMI Electrola                            | Peak: #59         |
| 2002 | H-Blockx               | Get In The Ring              | Album                                      | X-Cell Records                           | Peak: #14         |
| 2004 | H-Blockx               | Celebrate Youth              | Single                                     | X-Cell Records/Universal Music           | Peak: #42         |
| 2004 | H-Blockx               | Leave Me Alone               | Single                                     | X-Cell Records/Universal Music           | Peak: #55         |
| 2004 | H-Blockx               | More Than A Decade – Best of | Album                                      | X-Cell Records/Universal Music           | Peak: #66         |
| 2004 | H-Blockx               | No Excuses                   | Album                                      | X-Cell Records/Universal Music           | Peak: #14         |
| 2007 | Bushido                | Gibt es Dich, Regenbogen     | Albumtrack „7“                             | Ersguterjunge/Sony Music                 | Peak: #1          |
| 2007 | H-Blockx               | Countdown To Insanity        | Single                                     | X-Cell Records/Universal Music           | Peak: #35         |
| 2007 | H-Blockx               | Open Letter To A Friend      | Album                                      | X-Cell Records/Universal Music           | Peak: #14         |
| 2008 | Chakuza                | Intro                        | Albumtrack „Unter Der Sonne“               | Ersguterjunge/Sony Music                 | Peak: #9          |
| 2008 | Chakuza                | Unter Der Sonne              | Single                                     | Ersguterjunge/Sony Music                 | Peak: #38         |
| 2008 | Udo Lindenberg         | Mein Ding                    | Albumtrack „Stark Wie Zwei“                | Starwatch/Warner                         | Peak: #1          |
| 2009 | Olli Banjo & Jonesmann | Der Himmel Zieht Zu          | Albumtrack „Zwei Fäuste Für Ein Halleluja“ | Echte Musik                              | Peak: #46         |
| 2010 | Juli                   | Süchtig                      | Albumtrack „In Love“                       | Universal Music                          | Peak: #4          |
| 2011 | Casper                 | Auf und Davon                | EP                                         | Four Music                               | Peak: #42         |
| 2011 | Casper                 | So Perfekt                   | EP                                         | Four Music                               | Peak: #14 [Gold]  |
| 2011 | Casper                 | XOXO                         | Album                                      | Four Music                               | Peak: #1 [Platin] |
| 2012 | H-Blockx               | HBLX                         | Album                                      | Show You A Trick/Embassy of Music/Warner | Peak: #31         |
| 2013 | Casper                 | Hinterland                   | Album                                      | Four Music                               | Peak: #1 [Platin] |
| 2013 | Chakuza                | Magnolia                     | Album                                      | Four Music                               | Peak: #5          |
| 2013 | Gentleman              | You Remember                 | Single                                     | Universal Music                          | Peak: #13         |
| 2014 | Chakuza & RAF Camora   | Zodiak                       | Album                                      | Indipendenza                             | Peak: #4          |
| 2018 | Donots                 | Lauter als Bomben            | Album                                      | Solitary Man Records                     | Peak: #4          |
| 2022 | Thumb                  | Exposure                     | Album                                      | Universal Music                          | Peak: #19         |